# Carl P. Jensen
Carl Peter Jensen (født 3. januar 1906 i Sundby, død 28. august 1987 i København) var en dansk politiker (Socialdemokraterne) og minister. Jensen var søn af murermester Sofus Jensen og dennes hustru Valborg Øberg. Han blev i 1929 gift med Ellen Hansen i Stubbekøbing. 
Da han som 18 årig blev udlært blikkenslager i 1924, var der arbejdsløshed i hovedstaden og fagforeningen rådede de unge til at søge ud i provinsen. Carl P. Jensen drog til Stubbekøbing på Falster, hvor han i 7 år arbejdede på gasmålerfabrikken. Allerede 19 år gammel blev han tillidsmand, den yngste i landet. Dette hverv førte mere med sig, han blev formand for blikkenslagernes fagforening i Stubbekøbing og kom i 1930 i Blikkenslagerforbundets hovedbestyrelse. Sideløbende hermed blev han formand for DSU 1925-29 og tillige for den lokale socialdemokratiske partiforening 1929-31, ligesom han fik etableret et AOF i byen. 

## Karriere i arbejderbevægelsen
I 1936 blev Jensen sekretær i Blikkenslagerforbundet og rykkede herfra i 1943 over i De Samvirkende Fagforbund i en tilsvarende stilling, som han beklædte indtil han i 1960 blev boligminister. Som led i sit arbejde var han i 1952 på en rejse til Grønland for undersøge mulighederne for at skabe en grønlandsk fagbevægelse. Han var i perioden efter 1956 rådgiver for den nystartede Grønlands Arbejdersammenslutning. I 1953 kom han i Folketinget valgt i Valby-kredsen for Socialdemokratiet. 

### Boligbevægelsen
Ved siden af sit arbejde som fagforeningsmand og politiker var Carl P. Jensen også ulønnet formand for et af de største boligselskaber, ”Arbejderbo”, der projekterede og igangsatte boligbyggeri, men ikke var involveret i at udleje og administrere boliger.

### Politiske poster
Medlem af Folketinget 1953 – 1971.
Ministerposter:
- Boligminister i Regeringen Viggo Kampmann I fra 31. marts 1960 til 18. november 1960
- Boligminister i Regeringen Viggo Kampmann II fra 18. november 1960 til 3. september 1962
- Boligminister i Regeringen Jens Otto Krag I fra 3. september 1962 til 26. september 1964
- Minister for Grønland i Regeringen Jens Otto Krag II fra 26. september 1964 til 2. februar 1968

## Livsform og tillidshverv
Han var kulturelt interesseret og medlem af bestyrelsen for Krogerup, samt Esbjerg og Roskilde arbejderhøjskoler.